# 쿡 제도
쿡 제도(영어: Cook Islands 쿡아일랜즈[*], 문화어: 쿠크제도) 또는 쿠키 아이라니(라로통아어: Kūki ‘Airani 쿠키아이라니, 통아레바어: Kūki Airani 쿠키아이라니)는 뉴질랜드와 자유연합 관계에 있는 오세아니아의 섬나라이다. 수도는 아바루아이고, 면적은 240km2이다. 공용어는 영어와 쿡 제도 마오리어이다.

## 역사
18세기 말엽, 오스트레일리아를 처음 발견한 영국의 제임스 쿡 선장이 유럽인 최초로 발견한 곳이며 자신의 이름을 따서 쿡 제도라고 지었다. 1888년에 영국 보호령이 되었으나, 1900년이 되기 전에 뉴질랜드에 편입되었다. 1965년, 주민들은 뉴질랜드 내에서의 자치를 선택함과 동시에 입법, 제정을 확립하고, 군사 이외에는 쿡 제도 정부가 대부분의 것을 할 수 있을 정도의 큰 자치권을 얻었다.

## 경제

### 산업
주로 관광산업이 중심이 되며, 일본으로의 참치, 진주, 양식, 파파야 수출 등도 하고 있다.

### 통화
법정 통화는 뉴질랜드 달러와 쿡 제도 달러로 2종류이나, 국내에서 유통되는 경제통화는 뉴질랜드 달러만이며, 쿡 제도 달러는 이전에 주화와 3 달러 지폐가 발행되었으나 현재는 통화로서 유통실적이 없이 기념품으로 판매되고 있다. 2004년에 주식회사 산리오의 의뢰로 헬로 키티 금화, 은화를 발행했다.

## 인구와 주민
원주민은 폴리네시아 계통이다.

## 언어
공용어는 영어와 쿡 제도 마오리어이고, 푸카푸카어도 사용된다. 쿡 제도 마오리어에는 펜린어와 라카한가마니히키어, 응아푸토루 방언, 아이투타키 방언, 망아이아 방언이 포함된다.

## 문화
뉴질랜드의 문화와 혼합되었으나, 고유한 문화를 유지하고 있다. 인기 있는 스포츠는 럭비 리그이다.

## 교통
라로통가섬에 주요 국제공항인 라로통가 국제공항이 있다. 라로통가섬을 순환하는 공용 버스가 있다.

## 외교
대한민국과 2013년 2월 22일에 수교하였다.